# Vila Viléma Charváta
Vila Viléma Charváta či Charvátova vila je sídelní secesně modernistická vila ve Vysokém Mýtě, která byla postavena v letech 1909 až 1911 podle návrhu architekta Jana Kotěry pro zdejšího podnikatele Viléma Charváta. Od roku 1958 je chráněna jako kulturní památka.

## Historie

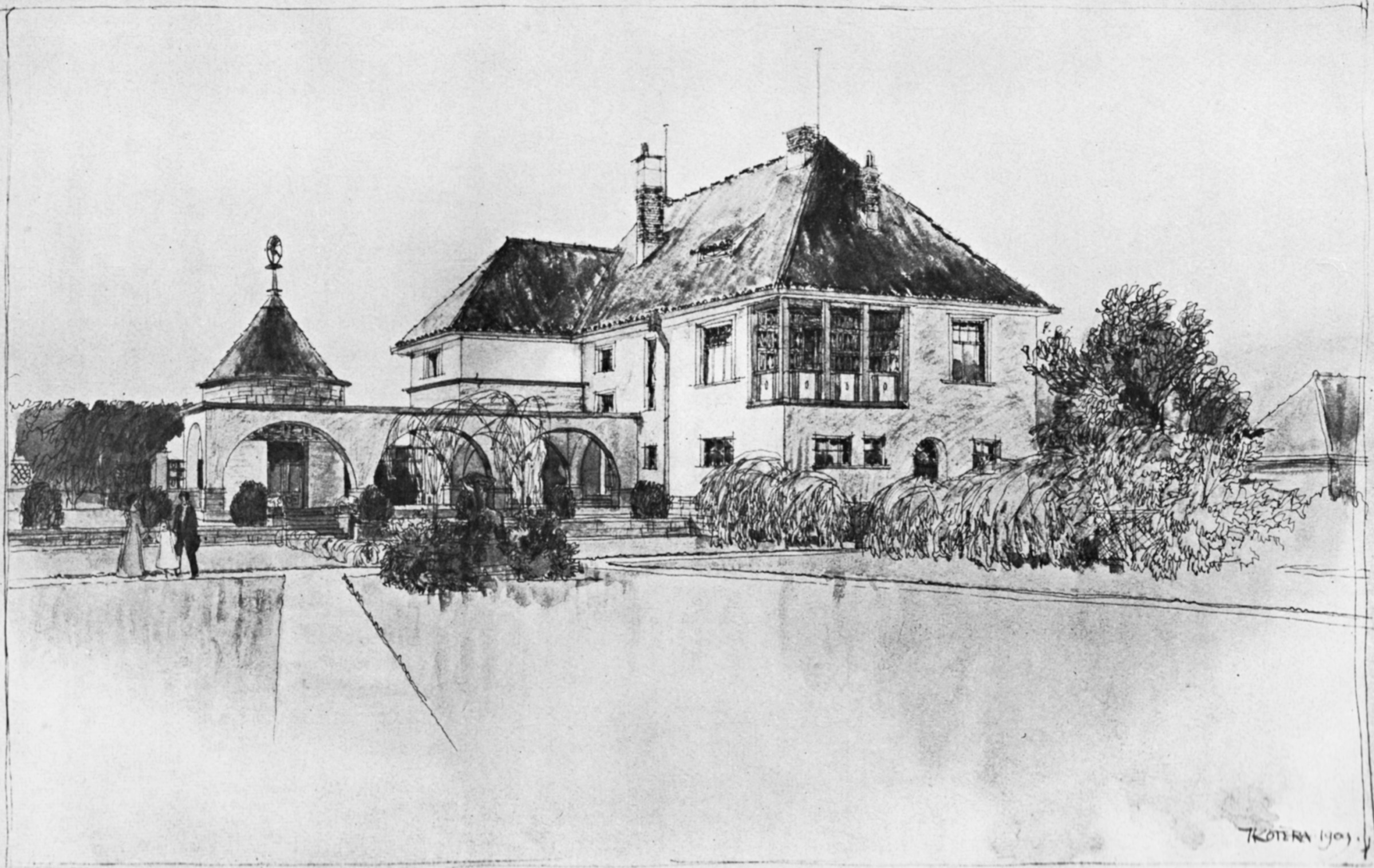
Původní Kotěrův návrh Charvátovy vily z r. 1909

Výstavbu vily zadal vysokomýtský podnikatel a majitel železářského obchodu Vilém Charvát (1847–1921), k jejímu navržení byl osloven architekt Jan Kotěra. Ten do Vysokého Mýta tehdy jezdil a vybíral stavební materiál ve zdejší rozsáhlé cihelně Josefa Tomáška pro probíhající výstavbu budovy Muzea východních Čech v Hradci Králové. Stavba, nakonec realizovaná dle střídmějšího, nežli původního velkorysejšího návrhu, vznikla na parcele ve vilové čtvrti na západním okraji centra města, v těsné blízkosti železniční trati Choceň–Litomyšl. Dokončena byla roku 1911.
Vilu obýval Vilém Charvát až do své smrti roku 1921.
Budova je nadále využívána k obytným účelům (2022).

## Architektura stavby
Vila je dvoupodlažní volně stojící budova se sedlovou střechou, postavená v rovném terénu jen několik set metrů od centra města. Zjednodušený návrh pozměnil charakter stavby spíše na větší rodinný dům. Kotěra v jejím otiskl své modernistické pojetí architektury, vyznačující se mj. minimalistickou fasádou či nebývale vysokou střechou. Dům disponuje také rohovou zastřešenou terasou.